# Irving Langmuir
Irving Langmuir (31. ledna 1881 Brooklyn – 16. srpna 1957 Woods Hole) byl americký chemik a fyzik, který v roce 1932 získal Nobelovu cenu za chemii za „jeho práci v hraniční chemii“. V letech 1909–1950, kdy pracoval v General Electric, vymyslel např. žárovku vyplněnou plynem nebo proces svařování atomárním vodíkem.
V roce 1903 získal titul Bachelor of Science v metalurgii na Kolumbijské univerzitě. Titul Ph.D. získal v roce 1906 pod vedením Walthera Nernsta na Univerzitě v Göttingenu. Poté učil na Stevens Institute of Technology v Hobokenu. V roce 1909 začal pracovat v laboratoři General Electric v Schenectady.
Ze začátku své kariéry vynalezl elektronku vyplněnou vysokým vakuem. O rok později objevil, že životnost wolframového vlákna se prodlouží, když se žárovka vyplní nějakým inertním plynem, např. argonem. V té době začala jeho práce v hraniční chemii.
Při práci s vlákny ve vakuu a různých plynných prostředích se začal zabývat emisí nabitých částic z horkých vláken (termoelektronová emise). Byl jedním z prvních vědců, kteří pracovali s plazmatem, a prvním, který je tak nazval. Připomínalo mu totiž krevní plazmu.
Objevil atomární vodík a využil ho při vynálezu postupu svařování atomárním vodíkem.
V roce 1938 se začal věnovat vědám o atmosféře, a to hlavně meteorologii.
V roce 1953 rozšířil pojem „patologická věda“, což je výzkum používající správnou vědeckou metodu, který je ale zkažen subjektivitou nebo nevědomými vlivy. Tím se liší od pseudovědy, která nevyužívá vědeckou metodu. Mezi příklady patologické vědy uvedl mimosmyslové vnímání nebo létající talíř. Později byl tento termín aplikován např. na studenou fúzi.